# Кальери, Агустин
Агустин Кальери Сал (исп. Agustín Calleri Shaal; родился 14 сентября 1976 года в Рио-Куарто, Аргентина) — аргентинский теннисист; победитель пяти турниров ATP (из них два в одиночном разряде); обладатель Командного Кубка мира (2007) в составе национальной сборной Аргентины.

## Общая информация
Агустин — младший из трёх детей Сони и Хуана Кальери; его сестёр зовут Валентина и Мариана.
Кальери-младший женат: у него и его супруги Сесилии есть один ребёнок — дочь Сара (род.2006).
Аргентинец в теннисе с четырёх лет. Его игра наилучшим образом подходит к грунтовым кортам, лучший удар — одноручный бэкхенд.

## Спортивная карьера
1995—2001.
Профессиональную карьеру начал в 1995 году. В 1998 году выиграл два турнира серии «фьючерс» и два турнира серии «челленджер». В 1999 году дебютирует в одиночных соревнованиях ATP-тура. Произошло это на турнире из серии Большого шлема — Открытом чемпионате Франции. В первой встрече он переиграл Даниэля Вацека — 6-4, 6-3, 4-6, 6-4, но втором раунде уступил Альберту Косте — 3-6, 4-6, 3-6. В июле ему удается дойти до четвертьфинала на турнире в Умаге. В феврале 2000 года дошёл до четвертьфинала турнира в Сантьяго, а в апреле выигрывает «челленджер» в Сан-Луис-Потоси. На Открытом чемпионате Франции 2000 года сумел дойти до третьего раунда. В июле того же года выигрывает «челленджер» в Венеции и выходит в полуфинал турнира ATP в Кицбюэле. В сентябре сумел дойти до третьего раунда Открытого чемпионата США. Сезон 200 года Агустин впервые в карьере завершает в сотне лучших в рейтинге, занимая 62-ю строчку. Начало сезона 2001 года Кальери проводит неудачно, сумев выиграть всего лишь один матч на шести турнирах. В апреле дошёл до четвертьфинала турнира в Мальорке. В сентябре он выходит в полуфинал турнира в Коста-де-Супе, а в октябре побеждает в двух турнирах Challenger. В ноябре выигрывает Challenger в Буэнос-Айресе.
2002-03
В феврале 2002 года Агустин Кальери впервые вышел в финал турнира ATP. Произошло это на турнире в Буэнос-Айресе, где в финальном матче он уступил Николасу Массу 6-2, 6-7(5), 2-6. В апреле он выходит в полуфинал на турнире в Мальорке. В июле достигает той же стадии в Бостаде. В сентябре 2002 дошел до четвертьфинала в Коста-де-Супе. В октябре 2002 года ему удалось дойти до полуфинала на турнире серии Мастерс в Мадриде, обыграв на своем пути Джеймса Блейка, Марата Сафина и Йоахима Юханссона. В борьбе за выход в финал Кальери уступил Себастьяну Грожану 3-6, 6-7(4). Сезон 2002 года Агустин завершает на 50 м месте. В феврале 2003 года ему удается выйти в четвертьфинал турнира в Винья-дель-Мар. На этом же турнире он выигрывает первый в карьере парный титул ATP. В марте Агустин Кальери завоевал первый в своей карьере титул а турнире ATP. В финале турнира в Акапулько он переиграл Мариано Сабалету 7-5, 3-6, 6-3. В апреле ему удалось выйти в финал на турнире в Эшториле, где в решающем матче он проиграл Николаю Давыденко 4-6, 3-6. Так же в этом месяце ему удается дойти до полуфинала на турнире в Барселоне, затем выйти в четвертьфинал в Валенсии. В мае 2003 года, переиграв по пути таких теннисистов как Ли Хён Тхэк, Энди Роддик, Мариано Сабалета, Уэйн Феррейра и Давид Налбандян, Агустин Кальери сумел выйти в финал турнира серии Мастерс в Гамбурге. В решающем матче этого турнира он уступил своему соотечественнику Гильермо Кориа со счётом 3-6, 4-6, 4-6. Благодаря этим выступлениям летом достигает высшей позиции в рейтинге в своей карьере — 16-е место. В сентябре Кальери вышел в четвертьфинал Кубка Кремля.
2004-06.
В феврале 2004 года ему удалось дойти до финала турнира в Коста-де-Суп. В марте на турнире Мастерс в Индиан-Уэлсе вышел в 1/8 финала. На следующем турнире Мастерс в Майами он доходит до четвертьфинала, переиграв в четвёртом круге пятого на тот момент в мире теннисиста Андре Агасси 6-2, 7-6(2). В апреле 2004 года дошёл до четвертьфинала В Барселоне. В августе 2004 года принимает участие в Летних Олимпийских играх в Афинах, где дошёл только до второго раунда. Из достижений Кальери в начале сезона 2005 года стоит отметить выход в четвертьфинал в Винья-дель-Маре и Коста-де-Супе, а также полуфинал в Акапулько. В апреле дошёл до четвертьфинала в Барселоне. В июле 2005 года ему удалось дойти до финала на турнире в Амерсфорте. В сентябре ему удалось выиграть «челленджер» в Щецине. В октябре совместно с Фернандо Гонсалесом выигрывает парный титул на турнире в Базеле. В сезоне 2006 года Агустин Кальери дошёл до полуфинала в Буэнос-Айресе, четвертьфинала в Акапулько и Майами. В июле он прошёл в полуфинал в Бостаде и Сопоте и четвертьфинал в Амерсфорте, а также завоевал титул победителя на турнире в Кицбюэле. В августе 2006 в Нью-Хейвене Кальери выходит в последний в карьере раз в финал одиночных соревнований на турнире ATP.
2007-09
В первом турнире сезона 2007 года в Окленде Агустин Кальери выходит в полуфинал. В феврале в его активе четвертьфинал в Коста-де-Суп и полуфинал в Акапулько. В апреле 2007 года он дошёл до полуфинала в Барселоне и четвертьфинала в Эшториле. В июле ему не удалось защитить
свой прошлогодний титул победителя на турнире в Кицбюэле, остановившись в полуфинале. В сентябре сумел дойти до третьего раунда [Открытого чемпионата США. Сезон 2008 года Кальери начал с выступлений на турнире в Дохе и Сиднее, где он дважды вышел в четвертьфинал. В феврале такого же результата он добился на турнирах Буэнос-Айресе и Акапулько. В апреле до четвертьфинала он добрался на турнире в Хьюстоне. В мае 2008 года он достиг полуфинала на турнире в Касабланке. В июне он выигрывает Challenger в Простеёве. В июле он дошёл до полуфинала в Штутгарте. В Пекине на олимпийском теннисном турнире он уступает в втором круге Лу Яньсюню. В июле 2009 года последний раз выходил на корт как профессиональный игрок. В феврале 2010 года объявил об завершении карьеры теннисиста.

## Рейтинг на конец года
| Год  | Одиночный рейтинг | Парный рейтинг |
| 2009 | 391               | 300            |
| 2008 | 60                | 73             |
| 2007 | 42                | 99             |
| 2006 | 29                | 149            |
| 2005 | 51                | 101            |
| 2004 | 58                | 106            |
| 2003 | 24                | 123            |
| 2002 | 50                | 222            |
| 2001 | 67                | 263            |
| 2000 | 62                | 394            |
| 1999 | 140               | 222            |
| 1998 | 149               | 204            |
| 1997 | 244               | 656            |
| 1996 | 514               |                |
| 1995 | 432               |                |

## Выступления на турнирах

### Финалы турниров ATP в одиночном разряде (8)

#### Победы (2)
| Легенда                     |
| --------------------------- |
| Турниры Большого шлема (0)* |
| Итоговый турнир ATP (0)     |
| Мастерс (0)                 |
| ATP International Gold (2)  |
| ATP International (0+3)     |

| Титулы по покрытиям | Титулы по месту проведения матчей турнира |
| ------------------- | ----------------------------------------- |
| Хард (0)*           | Зал (0+1)                                 |
| Грунт (2+2)         | Зал (0+1)                                 |
| Трава (0)           | Открытый воздух (2+2)                     |
| Ковёр (0+1)         | Открытый воздух (2+2)                     |

* количество побед в одиночном разряде + количество побед в парном разряде.
| №  | Дата         | Турнир             | Покрытие | Соперник в финале | Счёт           |
| 1. | 2 марта 2003 | Акапулько, Мексика | Грунт    | Мариано Сабалета  | 7-5 3-6 6-3    |
| 2. | 30 июля 2006 | Кицбюэль, Австрия  | Грунт    | Хуан Игнасио Чела | 7-6(9) 6-2 6-3 |

#### Поражения (6)
| №  | Дата            | Турнир                    | Покрытие | Соперник в финале | Счёт           |
| 1. | 25 февраля 2002 | Буэнос-Айрес, Аргентина   | Грунт    | Николас Массу     | 6-2 6-7(5) 2-6 |
| 2. | 8 апреля 2003   | Оэйраш, Португалия        | Грунт    | Николай Давыденко | 4-6 3-6        |
| 3. | 19 мая 2003     | Гамбург, Германия         | Грунт    | Гильермо Кориа    | 3-6 4-6 4-6    |
| 4. | 1 марта 2004    | Коста-ду-Сауипе, Бразилия | Грунт    | Густаво Куэртен   | 6-3 2-6 3-6    |
| 5. | 25 июля 2005    | Амерсфорт, Нидерланды     | Грунт    | Фернандо Гонсалес | 5-7 3-6        |
| 6. | 28 августа 2006 | Нью-Хейвен, США           | Хард     | Николай Давыденко | 4-6 3-6        |

### Финалы турниров ATP в парном разряде (4)

#### Победы (3)
| №  | Дата            | Турнир                  | Покрытие    | Партнёр           | Соперники в финале           | Счёт              |
| 1. | 17 февраля 2003 | Винья-дель-Мар, Чили    | Грунт       | Мариано Худ       | Леош Фридль Франтишек Чермак | 6-3 1-6 6-4       |
| 2. | 31 октября 2005 | Базель, Швейцария       | Ковер (зал) | Фернандо Гонсалес | Уэсли Муди Стивен Хасс       | 7-5 7-5           |
| 3. | 24 февраля 2008 | Буэнос-Айрес, Аргентина | Грунт       | Луис Орна         | Петер Лучак Вернер Эшауэр    | 6-0 6-7(6) [10-2] |

#### Поражения (1)
| №  | Дата         | Турнир             | Покрытие | Партнёр   | Соперники в финале          | Счёт              |
| 1. | 2 марта 2008 | Акапулько, Мексика | Грунт    | Луис Орна | Оливер Марах Михал Мертиняк | 2-6 7-6(3) [7-10] |

### Финалы командных турниров (3)

#### Победы (1)
| №  | Год  | Турнир               | Команда                                                   | Соперник в финале                    | Счёт |
| 1. | 2007 | Командный Кубок мира | Аргентина · Х. Акасусо, А. Кальери, Х. И. Чела, С. Прието | Чехия · Т. Бердых, М. Дамм, Я. Гайек | 2-1  |

#### Поражения (2)
| №  | Год  | Турнир           | Команда                                                          | Соперник в финале                          | Счёт |
| 1. | 2006 | Кубок Дэвиса     | Аргентина Х. Акасусо, А. Кальери, Д. Налбандян, Х. И. Чела       | Россия Н. Давыденко, М. Сафин, Д. Турсунов | 2-3  |
| 2. | 2008 | Кубок Дэвиса (2) | Аргентина Х. Акасусо, Х. М. Дель Потро, А. Кальери, Д. Налбандян | Испания Ф. Вердаско, Ф. Лопес, Д. Феррер   | 1-3  |

## История выступлений на турнирах
| Турнир                       | 1998          | 1999          | 2000          | 2001          | 2002          | 2003          | 2004  | 2005          | 2006          | 2007          | 2008  | 2009  | Итог   | В/П за карьеру |
| ---------------------------- | ------------- | ------------- | ------------- | ------------- | ------------- | ------------- | ----- | ------------- | ------------- | ------------- | ----- | ----- | ------ | -------------- |
| Турниры Большого шлема       |               |               |               |               |               |               |       |               |               |               |       |       |        |                |
| Открытый чемпионат Австралии | -             | -             | -             | 2P            | 1P            | 1P            | 2P    | 2P            | 1P            | 1P            | 2P    | 1P    | 0 / 9  | 4-9            |
| Открытый чемпионат Франции   | К             | 2P            | 3P            | 2P            | 1P            | 1P            | 1Р    | -             | -             | 1Р            | 1Р    | 1Р    | 0 / 9  | 4-9            |
| Уимблдонский турнир          | К             | -             | -             | 1P            | 1P            | 2P            | -     | -             | 2P            | 2P            | 2P    | 1P    | 0 / 7  | 4-7            |
| Открытый чемпионат США       | -             | -             | 3P            | 1P            | 1P            | 2P            | -     | 1P            | 1P            | 3P            | 2P    | -     | 0 / 8  | 6-8            |
| Итог                         | 0 / 0         | 0 / 1         | 0 / 2         | 0 / 4         | 0 / 4         | 0 / 4         | 0 / 2 | 0 / 2         | 0 / 3         | 0 / 4         | 0 / 4 | 0 / 3 | 0 / 33 |                |
| В/П в сезоне                 | 0-0           | 1-1           | 4-2           | 2-4           | 0-4           | 2-4           | 1-2   | 1-2           | 1-3           | 3-4           | 3-4   | 0-3   |        | 18-33          |
| Олимпийские игры             |               |               |               |               |               |               |       |               |               |               |       |       |        |                |
| Олимпиада                    | Не проводился | Не проводился | -             | Не проводился | Не проводился | Не проводился | 2Р    | Не проводился | Не проводился | Не проводился | 2Р    | НП    | 0 / 2  | 2-1            |
| Турниры Мастерс              |               |               |               |               |               |               |       |               |               |               |       |       |        |                |
| Индиан-Уэлс                  | -             | -             | -             | К             | -             | 3Р            | 4Р    | 2Р            | 1Р            | 2Р            | -     | -     | 0 / 5  | 5-5            |
| Майами                       | -             | К             | 2Р            | 1Р            | 3Р            | 2Р            | 1/4   | 1Р            | 1/4           | -             | 1Р    | 2Р    | 0 / 9  | 12-9           |
| Монте-Карло                  | -             | К             | -             | К             | 1Р            | 1Р            | 3Р    | 1Р            | -             | -             | -     | -     | 0 / 5  | 2-5            |
| Гамбург                      | -             | -             | -             | 2Р            | -             | Ф             | -     | -             | -             | 1Р            | -     | НМ    | 0 / 3  | 6-3            |
| Рим                          | -             | -             | -             | К             | 3Р            | 2Р            | -     | -             | -             | 1Р            | -     | -     | 0 / 3  | 3-3            |
| Монреаль/Торонто             | -             | -             | -             | -             | -             | 1Р            | -     | -             | -             | 1Р            | -     | -     | 0 / 2  | 0-2            |
| Цинциннати                   | -             | -             | -             | -             | -             | 1Р            | -     | -             | -             | 1Р            | -     | -     | 0 / 2  | 0-2            |
| Мадрид                       | Не проводился | Не проводился | Не проводился | Не проводился | 1/4           | 2Р            | 1Р    | 2Р            | 2Р            | 2Р            | К     | -     | 0 / 6  | 6-6            |
| Париж                        | -             | -             | -             | -             | -             | 1Р            | -     | -             | -             | -             | -     | -     | 0 / 1  | 0-1            |
| Статистика за карьеру        |               |               |               |               |               |               |       |               |               |               |       |       |        |                |
| Проведено финалов            | 0             | 0             | 0             | 0             | 1             | 3             | 1     | 1             | 2             | 0             | 0     | 0     |        | 8              |
| Выиграно турниров АТП        | 0             | 0             | 0             | 0             | 0             | 1             | 0     | 0             | 1             | 0             | 0     | 0     |        | 2              |
| В/П: всего                   | 0-0           | 3-3           | 13-6          | 12-16         | 25-23         | 34-22         | 21-18 | 22-21         | 31-20         | 24-25         | 21-23 | 3-10  |        | 209-187        |
| Σ % побед                    | 0 %           | 50 %          | 68 %          | 43 %          | 52 %          | 61 %          | 54 %  | 51 %          | 61 %          | 49 %          | 48 %  | 23 %  |        | 53 %           |

К — проигрыш в квалификационном турнире.